# Joan Oumari
Joan Oumari (Berlijn, 19 augustus 1988) is een Libanees voetballer die als verdediger speelt bij FC Tokyo.

## Clubcarrière
Oumari speelde tussen 2006 en 2016 voor Reinickendorfer Füchse, SV Babelsberg 03, FC Rot-Weiß Erfurt en FSV Frankfurt. Hij tekende in 2016 bij Sivasspor. Hij tekende in 2017 bij Al-Nasr SC. In het seizoen 2018 kwam hij op huurbasis uit voor Sagan Tosu. Hij tekende in 2019 bij Vissel Kobe. Oumari veroverde er in 2019 de Beker van de keizer. Hij tekende in 2020 bij FC Tokyo.

## Interlandcarrière
Oumari maakte op 6 september 2013 zijn debuut in het Libanees voetbalelftal tijdens een vriendschappelijke wedstrijd tegen Syrië. Hij nam met het Libanees voetbalelftal deel aan de Aziatisch kampioenschap 2019.